# Грб Естоније
Грб Естоније је званични хералдички симбол Естонске Републике. Грб у свом садашњем облику је златни штит са три витка, плава леопарда (или лава) у пролазу (херадичким речником passant guardant) на средини, са храстовим гранчицама са стране штита. Мотив са три лава прекопиран је са грба Данске.
Грб Естоније постојао је много раније пре званичног признавања после естонијског рата за независност 1918 - 1920, када је Република Естонија међународно призната. Државна скупштина Естоније (Риикогу) званично је прихватила грб 19. јуна 1925. године.
Међутим, грб је званично забрањен после припајања Естоније Совјетском Савезу 1940. године и употреба ранијих симбола Естоније је била кривично гоњена. Грб је враћен законом од 6. априла 1993. године, после осамостаљивања Естоније 1990. године.